# Jean-Pierre Boyer
Jean-Pierre Boyer (Porto Príncipe, 15 de fevereiro de 1776 – Paris, 9 de julho de 1850) foi o segundo presidente do Haiti.
O seu governo foi o responsável por vencer a guerra contra o Reino do Haiti, reunificando-o à República do Haiti em 1820, e, posteriormente, em 1822, concretizar o antigo desejo das elites haitianas de dominar o território referente à República Dominicana, na proção leste da Ilha de São Domingos, resultando na Unificação de Hispaniola.

## Indenização à França
Seu governo foi o responsável por assumir o compromisso de pagar uma indenização de 150 milhões de francos à França em 1825, em troca do reconhecimento francês da independência da ex-colônia.
Isso possuía por objetivo estabelecer o Haiti como nação legítima frente aos países ocidentais e, assim, ampliar as possibilidades de comércio do país. Nesse âmbito, o sucesso da medida foi limitado. Esse acordo gerou uma dívida externa de proporções muito maiores do que a economia haitiana era capaz de sustentar, o que foi um dos principais entraves à conquista de autonomia nacional plena por parte do país e, mais imediatamente, uma das motivações para o golpe de Estado liderado por Charles Rivière-Hérard que derrubou o governo Boyer em 1843.

## Economia no governo Boyer
Boyer se tornou presidente da República do Haiti após o governo de Alexandre Pétion, que havia promovido uma ampla reforma agrária no país, o que gerou uma queda na produção voltada para a exportação e, consequentemente, instabilidade econômica. No entanto, logo que conquistou o Reino do Haiti, deparou-se com uma estrutura fundiária completamente diferente, uma vez que a gestão de Henri Christophe havia mantido o foco latifundiário e agroexportador. Dessa forma, a economia do Haiti dependeu da agroexportação, em especial de café, provinda do norte de seu território, o que causou instabilidades com a queda internacional do preço do café na década de 1840.

## Piquets
Devido à diferença na distribuição de terras no norte e no sul, assim como aos impactos econômicos da dívida contraída com a França e da crise provinda da queda do preço do café, surgiu um movimento camponês durante o governo Boyer chamado Piquets, que atingiu seu auge entre 1844 e 1846. O objetivo dos Piquets era reivindicar uma maior distribuição das terras haitianas, assim como o fim da dominação étnica dos mestiços sobre os negros (estrutura racista de dominação herdada do ideário colonial francês).
Boyer foi o chefe de Estado haitiano com o mais longo mandato ininterrupto à frente do governo na História.